# آرسنیو هال
آرسنیو هال (به انگلیسی: Arsenio Hall) (متولد ۱۲ فوریه ۱۹۵۵) یک بازیگر، کمدین و مجری نمایش‌های تلویزیونی است. او بیشتر به خاطر نمایش آرسنیو هال که بین سال‌های ۱۹۸۹ تا ۱۹۹۴ اجرا می‌شد و همچنین ایفای نقش در فیلم‌های سفر به آمریکا، زنان آمازون در ماه و شب‌های هارلم شناخته می‌شود.